# We are
『We are』（ウィー・アー）は、1980年11月21日に発売されたオフコース通算8作目のオリジナル・アルバム。

## 解説
8月から始まったアルバム制作は、9月末にすべての録音を終え、アメリカでミックスダウンを行った。ミキサーとして依頼したビル・シュネーは、TOTO、ボズ・スキャッグス、スティーリー・ダンなど多くのミュージシャンのプロデュースやミキシングを手掛けたエンジニアだった。きっかけは、小田がツアー中のある地方でパチンコをしたときにパチンコ玉と交換したレコードがボズ・スキャッグスの『ミドル・マン』で、良い音なのでジャケットを見たらエンジニアとしてクレジットされていたのがビル・シュネーだった。早速、小田が連絡をとったところ、他にも候補を立てた中でビルが最初に返事をしたからだという。
ビル・シュネーの仕事振りには驚かされることが多く、その音楽的センス、手際のよさ、大胆さ。微妙な感覚に多くを学び、『We are』は満足の出来となった。このアルバムについて武藤敏史は「ミキサーというのは、最終的に音楽をまとめる、いわばコンダクターでしょう。今まではどちらかというと、電機家とかエンジニアだった。彼らが、もっとこういう風にしたいなと思っても、いつも電機との闘いで、エンジニアはもうひとつ彼らの思うように表現できていなかった。それをはじめて可能にしたのがビル･シュネーだったんだよね。彼もまたアーティストだったから。彼らの思うように表現してくれる人だった。だから彼らも満足しているんじゃないかな」と語っていた。
5人のオフコースなのだから、権利も責任も5等分にすると小田は考えた。それを明確に示すため、ジャケットの表にはローマ字のタイプで5人の名前が並べられた。裏側も5人の写真が、同じ大きさで並べられた。
A-3「おまえもひとり」のギターソロは歌の裏およびエンディングが鈴木、間奏が松尾の演奏。コンサートでも同じ振り分けで、鈴木は複雑なフレーズを正面を向いて歌いながら弾いている。
A-5「いくつもの星の下で」は、なかなか曲が出来なかったときにやっと作り上げたものの、自分でも判断がつかず、スタジオで初めて音を出したとき、メンバーの一人に「イイ曲だよこれ!」と言われてホッとしたことを覚えていると、鈴木が後に『BeSide』のセルフライナーで書いている。
B-2「せつなくて」はクレジット上は大間と松尾の作品だが、松尾によれば実際には、特にサビの部分は小田に相当手伝ってもらったという。詞の内容は、松尾の過去の恋愛事情がモデルになっており、Aメロにある「君の好きな街」とは代々木のことである。大間はこうした背景を情報共有した上で松尾と共同作詞したという。この曲は後に松尾がシングル「せつなくて」にてセルフ・カヴァーしているが、そこでは小田がオフコース解散後初となる元メンバーとのコラボレーションとして、ピアノ&ピアノ編曲で参加している。
B-3「Yes-No」はシングルではイントロに収録されていた富樫要のフリューゲルホーンが省略され、後半部に大間によるカウベルが加えられている。
B-4「私の願い」は小田のプロデュースで鈴木雅之によってカヴァーされ、アルバム『Dear Tears』に収録、後にシングルカットされた。2005年の小田のコンサートツアーに先立ち、ピアノ弾き語りで歌って欲しい曲のアンケートを取ったところ、最もリクエストの多かった曲。
B-5「きかせて」はコンサート・ツアー“We are”でも本編の最後を締める曲として使われ、曲の後半ではニューヨークの夜景の映像が使われた。大間によればこの曲のドラムは「自分でもよくぞここまでと思う」というほど一切の無駄を省いた究極のドラミングだという。

## 収録曲
| 全編曲: オフコース。 |                          |                   |          |       |
| #                    | タイトル                 | 作詞              | 作曲     | 時間  |
| 1.                   | 「時に愛は」             | 小田和正          | 小田和正 | 5'47" |
| 2.                   | 「僕等の時代」           | 小田和正          | 小田和正 | 3'49" |
| 3.                   | 「おまえもひとり」       | 鈴木康博 · 清水仁 | 鈴木康博 | 4'22" |
| 4.                   | 「あなたより大切なこと」 | 小田和正          | 小田和正 | 4'19" |
| 5.                   | 「いくつもの星の下で」   | 鈴木康博          | 鈴木康博 | 4'22" |

| 全編曲: オフコース。 |                      |                     |          |       |
| #                    | タイトル             | 作詞                | 作曲     | 時間  |
| 1.                   | 「一億の夜を越えて」 | 安部光俊            | 鈴木康博 | 4'27" |
| 2.                   | 「せつなくて」       | 大間仁世 · 松尾一彦 | 松尾一彦 | 4'29" |
| 3.                   | 「Yes-No」           | 小田和正            | 小田和正 | 4'32" |
| 4.                   | 「私の願い」         | 小田和正            | 小田和正 | 3'35" |
| 5.                   | 「きかせて」         | 小田和正            | 小田和正 | 4'31" |

## クレジット
| Produced by OFF COURSE                                           |                                                                                               |
| Arranged by OFF COURSE                                           |                                                                                               |
| Keyboards KAZUMASA ODA                                           |                                                                                               |
| Guitars YASUHIRO SUZUKI                                          |                                                                                               |
| Electric Bass HITOSHI SHIMIZU                                    |                                                                                               |
| Guitars & Harmonica KAZUHIKO MATSUO                              |                                                                                               |
| Drums & Percussion HITOSE “Jiro” OMA                             |                                                                                               |
|                                                                  | Strings TAMANO Strings Section                                                                |
|                                                                  | Saxophone GARY HERBIG                                                                         |
|                                                                  | Steelguitar DOUG LIVINGSTON                                                                   |
|                                                                  |                                                                                               |
| Exectuive Producer TOSHIFUMI MUTOH (Assistant MASAHIKO INA)      |                                                                                               |
| Recording Engineer SHIROH KIMURA (Sept-1)                        |                                                                                               |
| Mixing Engineer BILL SCHNEE (Assistant STEVEN FONTANO)           |                                                                                               |
| Assistant Engineer SUSUMU MERA (FREEDOM STUDIO)                  |                                                                                               |
| Associate Engineer RYOJI HACHIYA                                 |                                                                                               |
| Recorded at FREEDOM STUDIO 1&2 from Aug.21 to Sep.28             |                                                                                               |
| Saxophone & Steelguitar at DAVLIN STUDIO (Oct.1)                 |                                                                                               |
| Remixed at CHEROKEE STUDIO from Sep.29 to Oct.2                  |                                                                                               |
| Cutting at THE MASTERING LAB (Oct 7,10)                          |                                                                                               |
|                                                                  |                                                                                               |
| General Manager KAZUHIKO NISHIZAWA                               |                                                                                               |
| Promotion Manager HIROSHI “MAJO” UENO                            |                                                                                               |
| Tour Manager KAZUTOYO KOUCHI                                     |                                                                                               |
| Road Manager KANAME TOGASHI                                      |                                                                                               |
|                                                                  |                                                                                               |
| Graphic Concept, Design HIROYUKI FUKUZATO                        |                                                                                               |
| Photography JIN “TAMJIN” TAMURA                                  |                                                                                               |
| ©1980 Fairway Music Co. Ltd, & Pacific Music Publishing Co. Ltd. |                                                                                               |
|                                                                  |                                                                                               |
| Our Tour Staff                                                   |                                                                                               |
|                                                                  | Stage TETSURO MISHIMA (Musical Station) KAZUHIKO AZUMA HIDEKI KUGA                            |
|                                                                  | Sound SHIROH KIMURA (Sept-1) RYOHEI KAWAMINAMI (Sept-1) MASANORI YAMAZAKI (Sept-1)            |
|                                                                  | Lighting AKIRA OKABE (Staff Service) HIDEKI MAKI (Staff Service) KOHJI SASAKI (Staff Service) |
|                                                                  |                                                                                               |
| Special Thanks to                                                |                                                                                               |
|                                                                  | TOSHIBA EMI NITTA GROUP                                                                       |
|                                                                  | P.M.P - ICHI ASATSUMA AKIRA SASAJIMA HARUYOSHI KAWAMOTO GEORGE KAKIZAKI                       |
|                                                                  | Freedom Studio                                                                                |
|                                                                  | Mac Studio                                                                                    |
|                                                                  | Leo Music                                                                                     |
|                                                                  | MAKOTO SUGIMOTO                                                                               |
|                                                                  | HISASHI FUJITA                                                                                |
|                                                                  | SHIGERU YOSHIDA                                                                               |
|                                                                  | Ibanez Fujigengakki                                                                           |
|                                                                  | Ludwig & Zildjian                                                                             |
|                                                                  | imported by NONAKA BOEKI CO., LTD.                                                            |

## TOCT-25642, TOCT-95042

### 解説
2005年、レコード・デビュー35周年にあわせ“オリジナル・アルバム15タイトル紙ジャケット・シリーズ”としてエキスプレス・レーベル在籍中のオリジナル作品がリイシュー。24ビット・デジタル・リマスタリング、オリジナルLP装丁を復刻した紙ジャケット仕様にてリリースされた。2009年にはSHM-CDフォーマット、通常のプラ・ケース仕様で再発された。

### 収録曲
1. 時に愛は
2. 僕等の時代
3. おまえもひとり
4. あなたより大切なこと
5. いくつもの星の下で
6. 一億の夜を越えて
7. せつなくて
8. Yes-No
9. 私の願い
10. きかせて

### クレジット
- リマスタリング・エンジニア：行方洋一
- ジャケット資料協力：喜多雅美 (サウンドステーション)
- ライナーノーツ：田家秀樹

## リリース履歴
| #  | 発売日         | リリース                                 | 規格   | 品番       | 備考 |
| -- | -------------- | ---------------------------------------- | ------ | ---------- | --- |
| 1  | 1980年11月21日 | エキスプレス ⁄ 東芝EMI                   | LP     | ETP-90038  | 帯の代わりにステッカーが貼られる。レーベルがアルバム独自のデザインになる。                                  |
| 1  | 1980年11月21日 | エキスプレス ⁄ 東芝EMI                   | CT     | ZT28-700   | カセット同時発売。                                                                                          |
| 2  | 1983年11月21日 | エキスプレス ⁄ 東芝EMI                   | CD     | CA35-1015  | 初CD化（以降全てアーティスト非監修による再発）。                                                            |
| 3  | 1985年9月28日  | エキスプレス ⁄ 東芝EMI                   | CD     | CA32-1164  | 品番および価格改定。                                                                                        |
| 4  | 1987年7月5日   | エキスプレス ⁄ 東芝EMI                   | CD     | CA25-1488  | オリジナル・アルバム+ボーナス・ディスクの12枚組CD-BOX『OFF COURSE BOX』(CA25-1480~1490)の中の1枚。          |
| 4  | 1987年7月5日   | エキスプレス ⁄ 東芝EMI                   | CT     | ZH22-1858  | オリジナル・アルバム+ボーナス・カセットの12本組カセットBOX『OFF COURSE BOX』(ZH22-1850-60)の中の1本。       |
| 5  | 1991年6月7日   | エキスプレス ⁄ 東芝EMI                   | CD     | TOCT-6209  | |
| 6  | 1992年6月24日  | エキスプレス ⁄ 東芝EMI                   | CD     | TOCT-6943  | 音蔵シリーズでの再発。                                                                                      |
| 7  | 1998年2月25日  | エキスプレス ⁄ 東芝EMI                   | CD     | TOCT-10091 | Q盤シリーズでの再発。                                                                                       |
| 8  | 1998年11月18日 | エキスプレス ⁄ 東芝EMI                   | CD     | TOCT-10549 | オリジナル・アルバム+ライブ・アルバム全13タイトルの14枚組CD-BOX『OFF COURSE BOX』(TOCT-10542~55)の中の1枚。 |
| 9  | 2001年11月28日 | エキスプレス ⁄ 東芝EMI                   | CD     | TOCT-10781 | スーパーリマスタリングシリーズでの再発。                                                                    |
| 10 | 2005年3月24日  | エキスプレス ⁄ 東芝EMI                   | CD     | TOCT-25642 | 紙ジャケット仕様。24ビット・デジタル・リマスタリング音源による再発。                                        |
| 11 | 2009年1月21日  | エキスプレス ⁄ EMIミュージック・ジャパン | SHM-CD | TOCT-95042 | |